# Alten-Buseck
Alten-Buseck, manchmal auch bekannt als „schönes Buseck“, ist ein Ortsteil der Gemeinde Buseck im mittelhessischen Landkreis Gießen.

## Geschichte

### Ortsgeschichte
Die älteste bekannte schriftliche Erwähnung von Alten-Buseck erfolgte im Jahr 1093.
Bekannt ist Alten-Buseck durch die drei ehemaligen Burgen in Ortslage: Zaunburg (Zannenburg/Tzanburg), Hofburg und Brandsburg. Die Burgen waren im Besitz der Familie von Buseck. Der Widderkopf ihres Wappens und die drei Burgen fanden Eingang ins Ortswappen.
Die Statistisch-topographisch-historische Beschreibung des Großherzogthums Hessen berichtet 1830 über das Busecker Tal:

„Busecker Thal (L. Bez. Giessen) Landstrich. Das Busecker Thal besteht aus 9 Orten: Altenbuseck, Großenbuseck, Albach, Beuern, Bersrod, Burkhardsfelden, Oppenrod, Reißkirchen und Rödchen, die zusammen 5675 Einwohner haben. – Die Vierer und Ganerben von Buseck kamen 1332 unter landgräfliche Gerichtsbarkeit. Sie haben aber niemals als Landsassen, sondern als unmittelbare Reichssassen angesehen seyn wollen. Im Jahr 1547 entstanden darüber große Streitigkeiten, und in dem 1576 erfolgten Vergleich erkannten zwar die Einwohner die landesfürstliche Hoheit des Landgrafen an, aber von dem Landgrafen wurde die Gerichtsbarkeit der von Buseck als ein unbestrittenes kaiserliches Lehen anerkannt. Neue Steitigkeiten veranlaßten 1706 den kaiserlichen Reichshofrath, den Vergleich aufzuheben, und das Busecker Thal für ein unmittelbares kaiserliches Lehen zu erklären, die Andersgesinnten mit 50 Mark löthigen Geldes als Strafe zu belegen, und die Aufrechthaltung dieses Beschlusses mehreren benachbarten Reichsständen zu übertragen. Hierauf wandte sich der Landgraf an die Reichsversammlung zu Regensburg, worauf 1725 dem Hause Hessen-Darmstadt die Geichtsbarkeit, nebst der Lehensherrlichkeit, als eine beständige kaiserliche Commission aufgetragen, und der Vergleich von 1576 bestätigt wurde. Im Jahr 1827 hat die Freiherrliche Familie von Buseck die ihr zustehende Patrimonialgerichtsbarkeit im Busecker Thal an den Staat abgetreten.“

sowie über Alten-Buseck:

„Altenbuseck (L. Bez. Giessen) evangel. Pfarrdorf; liegt unfern der Wieseck, 1 1⁄2 St. von Giessen und gehört dem Freiherrn von Buseck. Man findet 154 Häuser und 1014 Einw., die bis auf 5 Kath. und 66 Juden evangelisch sind. Die Kirche ist ein altes massives Gebäude; der Ort hat 2 Burgen und 2 Mahlmühlen. – Der Name von Buseck kommt, wie es scheint, schon im 8. Jahrhundert vor, aber verschrieben Bucheswiccum; später Bucheseichehe. Eine Familie von Buchseke erscheint 1152, sie theilte sich nachber in vier Linien; Buseck an sich, Buseck Russeler oder Rüsser und Buseck Münch; die Linie von Buseck Brant ist erst im 15. Jahrhundert entstanden. Die Familie von Trohe stand mit den von Busecken in der innigsten Familienverbindung. Jene, so wie die drei erstern Linien von Buseck schlossen 1357 einen ganerblichen Burgfrieden, ernannten vier Vorsteher aus ihrer Mitte, und schrieben sich nun Vierer und Ganerben des Busecker Thals. Die Ganerbschaft begriff nach und nach außer den Schlössern Alten- und Großenbuseck, neun Dörfer, die zusammen den Namen des Busecker Thals führten. Im Jahr 1827 hat die Freiherrl. Familie von Buseck die ihr zustehende Patrimonialgerichtsbarkeit an Altenbuseck an den Staat abgetreten.“

Während des Kalten Krieges befand sich in der Gemarkung des Ortes das Sondermunitionslager Alten-Buseck.
Ein ortsbildprägendes Gebäude ist die Evangelische Kirche Alten-Buseck. Das Erlebnismuseum „Sammler- und Hobbywelt“ zog bis zu seiner Schließung jährlich 25.000 Besucher an.
Hessische Gebietsreform (1970–1977)
Im Zuge der Gebietsreform in Hessen wurde die bis dahin selbstständige Gemeinde Alten-Buseck zum 1. Januar 1977 kraft dem Gesetz zur Neugliederung des Dillkreises, der Landkreise Gießen und Wetzlar und der Stadt Gießen mit den Gemeinden Beuern und Großen-Buseck zur neuen Gemeinde Buseck zusammengeschlossen. Für die ehemals eigenständigen Gemeinden von Buseck wurden Ortsbezirke mit Ortsbeirat und Ortsvorsteher nach der Hessischen Gemeindeordnung gebildet.

### Verwaltungsgeschichte im Überblick
Die folgende Liste zeigt die Staaten und Verwaltungseinheiten, denen Alten-Buseck angehört(e):

- 1508 und später: Heiliges Römisches Reich, Gericht Busecker Tal (Ganerbschaft des „Busecker Tals“ der Freiherren zu Buseck)
- vor 1567: Heiliges Römisches Reich, Landgrafschaft Hessen, Gericht Busecker Tal
- ab 1567: Heiliges Römisches Reich, Landgrafschaft Hessen-Marburg, Gericht Busecker Tal (die gerichtlichen Auseinandersetzungen um die Landeshoheit endeten erst 1726)
- 1604–1648: Heiliges Römisches Reich, strittig zwischen Landgrafschaft Hessen-Darmstadt und Landgrafschaft Hessen-Kassel (Hessenkrieg)
- ab 1604: Heiliges Römisches Reich, Landgrafschaft Hessen-Darmstadt, Oberfürstentum Hessen, Oberamt Gießen (ab 1789), Gericht Busecker Tal (die gerichtlichen Auseinandersetzungen um die Landeshoheit endeten erst 1726)
- ab 1806: Großherzogtum Hessen,[Anm. 2] Fürstentum Ober-Hessen, Landamt Gießen, Gericht Busecker Tal[11][12]
- ab 1815: Großherzogtum Hessen, Provinz Oberhessen, Landamt Gießen, Gericht Busecker Tal[13]
- ab 1821: Großherzogtum Hessen, Provinz Oberhessen, Landratsbezirk Gießen[Anm. 3]
- ab 1832: Großherzogtum Hessen, Provinz Oberhessen, Kreis Grünberg
- ab 1837: Großherzogtum Hessen, Provinz Oberhessen, Kreis Gießen
- ab 1848: Großherzogtum Hessen, Regierungsbezirk Gießen
- ab 1852: Großherzogtum Hessen, Provinz Oberhessen, Kreis Gießen
- ab 1867: Norddeutscher Bund, Großherzogtum Hessen, Provinz Oberhessen, Kreis Gießen
- ab 1871: Deutsches Reich, Großherzogtum Hessen, Provinz Oberhessen, Kreis Gießen
- ab 1918: Deutsches Reich, Volksstaat Hessen, Provinz Oberhessen, Kreis Gießen
- ab 1938: Deutsches Reich, Volksstaat Hessen, Landkreis Gießen[14][Anm. 4]
- ab 1945: Deutsches Reich, Amerikanische Besatzungszone,[Anm. 5] Groß-Hessen, Regierungsbezirk Darmstadt, Landkreis Gießen
- ab 1946: Deutsches Reich, Amerikanische Besatzungszone, Hessen, Regierungsbezirk Darmstadt, Landkreis Gießen
- ab 1949: Bundesrepublik Deutschland, Hessen, Regierungsbezirk Darmstadt, Landkreis Gießen
- ab 1977: Bundesrepublik Deutschland, Hessen, Regierungsbezirk Darmstadt, Lahn-Dill-Kreis, Gemeinde Buseck
- ab 1979: Bundesrepublik Deutschland, Hessen, Regierungsbezirk Darmstadt, Landkreis Gießen, Gemeinde Buseck
- ab 1981: Bundesrepublik Deutschland, Hessen, Regierungsbezirk Gießen, Landkreis Gießen, Gemeinde Buseck

### Gerichte seit 1803
In der Landgrafschaft Hessen-Darmstadt wurde mit Ausführungsverordnung vom 9. Dezember 1803 das Gerichtswesen neu organisiert. Für die Provinz Oberhessen wurde das Hofgericht Gießen eingerichtet. Es war für normale bürgerliche Streitsachen Gericht der zweiten Instanz, für standesherrliche Familienrechtssachen und Kriminalfälle die erste Instanz. Übergeordnet war das Oberappellationsgericht Darmstadt. Die Rechtsprechung der ersten Instanz wurde durch die Ämter bzw. Standesherren vorgenommen und somit war für Alten-Buseck das „Patrimonialgericht der Freiherren zu Buseck“ in Großen-Buseck zuständig. Nach der Gründung des Großherzogtums Hessen 1806 wurden die Aufgaben der ersten Instanz 1821 im Rahmen der Trennung von Rechtsprechung und Verwaltung auf die neu geschaffenen Land- bzw. Stadtgerichte übertragen, aber erst ab 1827 wurde die Patrimonialgerichtsbarkeit durch das „Landgericht Gießen“ im Namen der Freiherren ausgeübt. Infolge der Märzrevolution 1848 wurden mit dem „Gesetz über die Verhältnisse der Standesherren und adeligen Gerichtsherren“ vom 15. April 1848 die standesherrlichen Sonderrechte endgültig aufgehoben.
Anlässlich der Einführung des Gerichtsverfassungsgesetzes am 1. Oktober 1879 wurden die bisherigen Land- und Stadtgerichte im Großherzogtum Hessen aufgehoben und durch Amtsgerichte an gleicher Stelle ersetzt, ebenso verfuhr man mit den als Obergerichten fungierenden Hofgerichten, deren Funktion nun die neu errichteten Landgerichte übernahmen. Die Bezirke des Stadt- und des Landgerichts Gießen wurden zusammengelegt und bildeten nun zusammen mit den vorher zum Landgericht Grünberg gehörigen Orten Allertshausen und Climbach den Bezirk des neu geschaffenen Amtsgerichts Gießen, welches seitdem zum Bezirk des als Obergericht neu errichteten Landgerichts Gießen gehört. Zwischen dem 1. Januar 1977 und 1. August 1979 trug das Gericht den Namen „Amtsgericht Lahn-Gießen“, der mit der Auflösung der Stadt Lahn wieder in „Amtsgericht Gießen“ umbenannt wurde.

## Bevölkerung

### Einwohnerstruktur 2011
Nach den Erhebungen des Zensus 2011 lebten am Stichtag, dem 9. Mai 2011, in Alten-Buseck 3261 Einwohner. Darunter waren 141 (4,3 %) Ausländer. Nach dem Lebensalter waren 528 Einwohner unter 18 Jahren, 1347 zwischen 18 und 49, 714 zwischen 50 und 64 und 672 Einwohner waren älter. Die Einwohner lebten in 1455 Haushalten. Davon waren 456 Singlehaushalte, 441 Paare ohne Kinder und 411 Paare mit Kindern, sowie 108 Alleinerziehende und 39 Wohngemeinschaften. In 306 Haushalten lebten ausschließlich Senioren und in 964 Haushaltungen lebten keine Senioren.

### Einwohnerentwicklung
| • 1577: | 072 Hausgesesse                                                           |
| • 1630: | 14 zweispännige, 15 einspännige. Ackerleute, 4 Witwen, 17 Vormundschaften |
| • 1669: | 326 Seelen                                                                |
| • 1742: | ein Geistlicher, 79 Untertanen, 23 Junge Mannschaften, 14 Beisassen/Juden |
| • 1806: | 827 Einwohner, 127 Häuser                                                 |
| • 1829: | 1014 Einwohner, 154 Häuser                                                |
| • 1867: | 1208 Einwohner, 211 Häuser                                                |

| Alten-Buseck: Einwohnerzahlen von 1800 bis 2018 | Alten-Buseck: Einwohnerzahlen von 1800 bis 2018 | Alten-Buseck: Einwohnerzahlen von 1800 bis 2018 | Alten-Buseck: Einwohnerzahlen von 1800 bis 2018 | Alten-Buseck: Einwohnerzahlen von 1800 bis 2018 |
| --- | ----------------------------------------------- | ----------------------------------------------- | ----------------------------------------------- | ----------------------------------------------- |
| Jahr |                                                 |                                                 |                                                 | Einwohner                                       |
| 1800 | 1800                                            |                                                 | 720                                             | 720                                             |
| 1806 | 1806                                            |                                                 | 827                                             | 827                                             |
| 1829 | 1829                                            |                                                 | 1.014                                           | 1.014                                           |
| 1834 | 1834                                            |                                                 | 1.113                                           | 1.113                                           |
| 1840 | 1840                                            |                                                 | 1.174                                           | 1.174                                           |
| 1846 | 1846                                            |                                                 | 1.332                                           | 1.332                                           |
| 1852 | 1852                                            |                                                 | 1.433                                           | 1.433                                           |
| 1858 | 1858                                            |                                                 | 1.233                                           | 1.233                                           |
| 1864 | 1864                                            |                                                 | 1.222                                           | 1.222                                           |
| 1871 | 1871                                            |                                                 | 1.217                                           | 1.217                                           |
| 1875 | 1875                                            |                                                 | 1.238                                           | 1.238                                           |
| 1885 | 1885                                            |                                                 | 1.225                                           | 1.225                                           |
| 1895 | 1895                                            |                                                 | 1.191                                           | 1.191                                           |
| 1905 | 1905                                            |                                                 | 1.188                                           | 1.188                                           |
| 1910 | 1910                                            |                                                 | 1.209                                           | 1.209                                           |
| 1925 | 1925                                            |                                                 | 1.284                                           | 1.284                                           |
| 1939 | 1939                                            |                                                 | 1.294                                           | 1.294                                           |
| 1946 | 1946                                            |                                                 | 1.726                                           | 1.726                                           |
| 1950 | 1950                                            |                                                 | 1.773                                           | 1.773                                           |
| 1956 | 1956                                            |                                                 | 1.727                                           | 1.727                                           |
| 1961 | 1961                                            |                                                 | 1.774                                           | 1.774                                           |
| 1967 | 1967                                            |                                                 | 2.090                                           | 2.090                                           |
| 1980 | 1980                                            |                                                 | ?                                               | ?                                               |
| 1990 | 1990                                            |                                                 | ?                                               | ?                                               |
| 2003 | 2003                                            |                                                 | 3.992                                           | 3.992                                           |
| 2011 | 2011                                            |                                                 | 3.261                                           | 3.261                                           |
| 2016 | 2016                                            |                                                 | 3.626                                           | 3.626                                           |
| 2018 | 2018                                            |                                                 | 3.732                                           | 3.732                                           |
| Datenquelle: Historisches Gemeindeverzeichnis für Hessen: Die Bevölkerung der Gemeinden 1834 bis 1967. Wiesbaden: Hessisches Statistisches Landesamt, 1968. Weitere Quellen: LAGIS; Gemeinde Buseck:; Zensus 2011 |                                                 |                                                 |                                                 |                                                 |

### Historische Religionszugehörigkeit
| • 1830: | 943 evangelische (= 83,0 %), 5 katholische (= 0,5 %), 66 jüdische (= 6,5 %) Einwohner |
| • 1961: | 1446 evangelische (= 82,6 %), 284 katholische (=16,0 %) Einwohner                     |

### Historische Erwerbstätigkeit
| • 1961: | Erwerbspersonen: 203 Land- und Forstwirtschaft, 440 Produzierendes Gewerbe, 119 Handel, Verkehr und Nachrichtenübermittlung, 137 Dienstleistungen und Sonstiges. |

## Persönlichkeiten
- Gerd Aberle (* 1938 in Stolp), Wirtschafts- und Verkehrswissenschaftler, Professor für Volkswirtschaftslehre der Justus-Liebig-Universität in Gießen, wohnte in Alten-Buseck.

## Wappen
In Gold ein schwarzer Widderkopf; darüber im durch ein blaues Wellenband abgeteilten schwarzen Schildhaupt drei bezinnte goldene Burgen.